# L'immortale (film 2010)
L'immortale (L'Immortel) è un film del 2010 diretto da Richard Berry, con protagonista Jean Reno.
La pellicola, basata su un romanzo di Franz-Olivier Giesbert, si ispira alla storia vera di Jacky Imbert, padrino della mafia marsigliese, sopravvissuto ad un attentato in un parcheggio di Marsiglia nel 1977.

## Trama
Charles "Charly" Matteï è un ex esponente della criminalità organizzata marsigliese, ora redento. L'uomo subisce un agguato in un parcheggio, venendo raggiunto da ventidue colpi di arma da fuoco, ma sopravvive. Uscito dall'ospedale, scopre che dietro l'accaduto c'è il suo ex compare Tony Zacchia, e decide di non cercare vendetta per due ragioni: il dover affrontare quello che era un suo amico fraterno e rompere la promessa fatta alla famiglia di avere smesso con la vita criminale.
Zacchia, però, fa uccidere uno dei suoi uomini e amico, Karim, per intimargli di andarsene da Marsiglia. Matteï deciderà allora di dare inizio a una sua vendetta personale, dando la caccia ai suoi sicari, per ucciderli a uno a uno. La polizia segue la vicenda attraverso le indagini di un commissario della polizia, Marie Goldman, vedova di un poliziotto, ucciso presumibilmente dalla banda di Zacchia. Le quotidiane inquietudini di lei derivano da un figlio che trascura a causa del suo lavoro, nonché da una certa inclinazione al bere. Subisce le angherie di un capo che più che di indagini si occupa di politica, preoccupato soprattutto della sua poltrona al punto di avere poco approfondito le indagini sulla morte di suo marito.
Matteï continua la sua opera di sistematica eliminazione della banda e Zacchia decide di fronteggiarlo spingendosi a rapirgli il figlio chiedendogli, in cambio della liberazione, di costituirsi. Il commissario Goldman capisce il piano di Zacchia e quando Matteï riesce a incontrarla e le propone di aiutarlo, accetta, con la malcelata speranza di trovare attraverso la vendetta di Matteï, anche la sua. Alla fine, il piano dei due riesce e Matteï riesce a liberare il figlio facendo arrestare Zacchia senza essere costretto a diventare un informatore della polizia.

## Distribuzione
Il film è uscito nelle sale italiane il venerdì 5 novembre 2010 su distribuzione Eagle Pictures.